# ゴー＝ジブア地方
ゴー＝ジブア地方（Gôh-Djiboua）は、コートジボワールの地方（District）の一つ。人口160万人（2014年国勢調査）で、首府はガニョア。

## 地理
内陸に位置し、低サッサンドラ地方、ラック地方、ラギューヌ地方、サッサンドラ＝マラウェ地方、ヤムスクロ自治区と接する。

## 設立まで
2011年の行政区画再編時に設置された。

## 下位行政区画
ゴー＝ジブア地方は、2つの州（Région）を管轄する。
- ゴー州（Gôh） - ガニョア（Gagnoa）
- 下ジブア州（Lôh-Djiboua） - ディヴォ（fr:Divo）